# 黑異海魴
黑異海魴（学名：Allocyttus niger）為輻鰭魚綱海魴目高的鯛科的其中一種，分布於西南太平洋區的紐西蘭及澳洲海域，屬深海魚類，棲息深度500-1300公尺，體長可達47公分，棲息在中底層水域，會做垂直性洄游，屬肉食性，以甲殼類、橈腳類等為食，可作為食用魚。
其种加词“niger”意为“黑色的”。